# هنریتا داگدیل
هنریِتا آگوستا داگدِیل نی ورل (به انگلیسی: Henrietta Augusta Dugdale, née Worrell) (زاده ۱۴ مهٔ ۱۸۲۷ - درگذشته ۱۷ ژوئن ۱۹۱۸) نخستین زن مدافع حق رأی زنان در استرالیا بود. تلاش‌های او منجر به اعطای حق رای به زنان استرالیا شد.

## زندگی
او در سال ۱۸۴۸ در ۱۴ سالگی (با سن ثبت شده رسمی او سازگاری ندارد) با یک فرمانده کشتی تجاری ازدواج کرد و در ۱۸۵۲ به همراه وی به استرالیا رفت. پس از درگذشت همسر نخست، با ویلیام داگدیل ازدواج کرد و در مارس ۱۸۵۳ به ملبورن رفت.
پس از جدایی از داگدیل در دهه ۱۸۶۰ در سال ۱۹۰۳ برای بار سوم ازدواج کرد. این ازدواج تا پایان عمر او دوام یافت.

## کنش‌گری
کمپین او به نام «عدالت برابر برای زنان» با نامه‌ای به روزنامه آرگوس در ملبورن در آوریل ۱۸۶۹ آغاز شد. او تمثیل‌های آرمان‌شهر گونه خود را در کتاب «چند ساعت در دوران بی‌زمان» بیان می‌کرد. کنش‌های او در دهه ۱۸۸۰ در هنگام بحث عمومی رادیکال به عنوان عضو جامعه نخبگان ملبورن و جامعه سکولارهای استرالیا به اوج خود رسیدند. او در می ۱۸۸۴ «انجمن حق رای زنان ویکتوریا» را که نخستین از نوع خود بود پایه گذاشت. در همان سال، او در یادداشتی تلخ به دادگاه‌های ویکتوریا، به ناتوانی آن‌ها در حفاظت از زنان در مقابل جرائم خشونت‌بار اعتراض کرد. این یادداشت مستقیماً به مشکلات موجود اشاره می‌کند:
«خشم زنان: کسانی که به زنان خشونت اعمال می‌کنند دستی در قانون‌گذاری دارند. درحالیکه برای زنان چنین نیست.»
تلاش‌های او به عنوان کنش‌گر حقوقی پیشتاز باعث دریافت حق رای برای زنان و عضویت آنان در پارلمان استرالیا در ژوئن ۱۹۰۲ (نخستین در جهان) و ادامه آن در ایالت ویکتوریا در دسامبر ۱۹۰۸ شد.

## میراث
به سپاس از تلاش‌های او، در پایتخت استرالیا کانبرا خیابانی به نام او نام‌گذاری شده است.
در سال ۲۰۱۳ او رسماً به عنوان ایجاد کننده نخستین موج فمینیست در استرالیا شناخته شد. هم‌اکنون مؤسسه ملی جلوگیری از آسیب «داگدیل مورد اعتماد زنان و دختران» از سوی مؤسسه «ویکتوریای مورد اعتماد زنان» متولی فعالیت‌های او است.